# Torrellas
Torrellas è un comune spagnolo di 313 abitanti situato nella comunità autonoma dell'Aragona.